# Arctia flavescens
Arctia flavescens är en fjärilsart som beskrevs av Leo Schwingenschuss 1935. Arctia flavescens ingår i släktet Arctia och familjen björnspinnare. Inga underarter finns listade i Catalogue of Life.